# 上工申贝
上工申贝（集团）股份有限公司（上交所：600843（A股）；上交所：900924，简称：上工B股（B股）），简称上工申贝，是中华人民共和国的一家缝纫机和智能制造设备制造商，总部位于上海市。该公司由上海工业缝纫机厂改制而来，原名“上工股份有限公司”，2004年与上海申贝办公机械有限公司重组后改为现名。公司业务遍及世界各地，拥有杜克普、百福工业、KSL、Mauser Spezial、上工宝石、富怡、蝴蝶、飞人、蜜蜂等品牌，其中蝴蝶牌的历史可追溯至1919年，是中国大陆第一家缝纫机厂。

## 历史
上工申贝集团的历史可拆分为1919年成立的协昌缝纫机厂、1924年成立的上海缝纫机一厂、1945年成立的上海缝纫机三厂、1965年成立的上海工业缝纫机厂和1973年成立的申贝办公机械公司。1993年上海工业缝纫机厂改制为上工股份，2005年与申贝办公机械公司合并更名为上工申贝。

### 协昌缝纫机厂（上海缝纫机二厂）

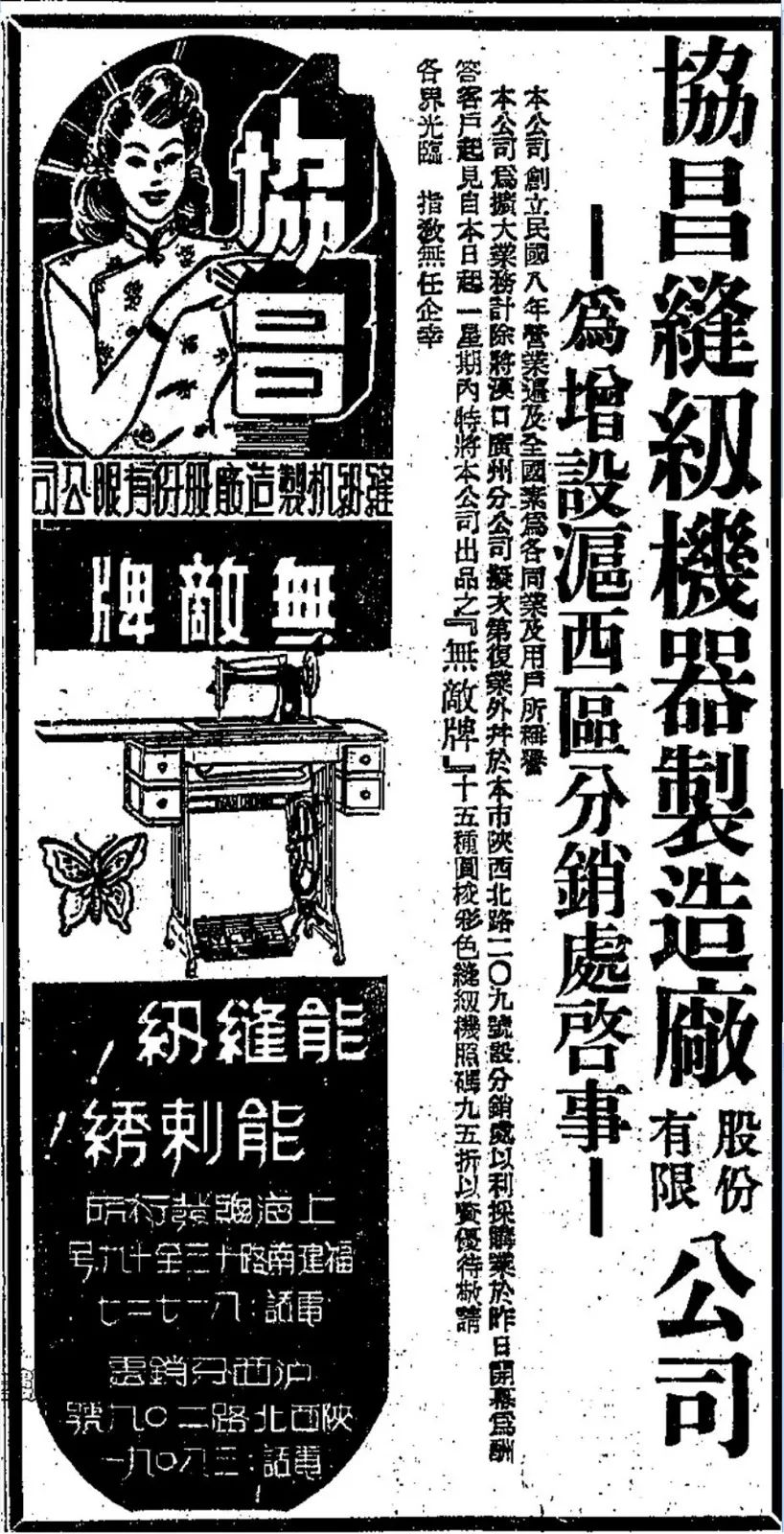
1948年9月6日《申报》刊登的协昌“无敌牌”缝纫机广告，广告中已出现蝴蝶的图案

1919年1月18日，沈玉山与其在美国胜家公司供职的好友高品章及张明生等人，在上海郑家木桥街（现福建南路）174号-178号创立协昌铁车铺，为协昌缝纫机厂的前身。1922年，该厂改为协昌缝衣机器公司。1928年，协昌在嵩山路70号自制工业用机草帽车，以红狮牌为商标，是上海最早生产的工业机械。1940年，该厂开始生产家用缝纫机，最初的商标为金狮牌，到1946年受当时的“无敌”牌牙粉启迪，协昌公司将“金狮”商标更名为“无敌”，意谓“天下无敌”。新启用的“无敌牌”商标使用了“蝴蝶”造型图案，而“无敌”和“蝴蝶”在沪语中的发音完全相同，因而一语双关，在当时民众的口耳相传之中更具传播效应。
中华人民共和国成立后，协昌迁至徐家汇路（现肇嘉浜路）新址。1956年又搬迁至龙华路2544号，并实行公私合营。当年该厂年产缝纫机38900架，并首次进入国际市场。1965年被评为上海市“红旗单位”。

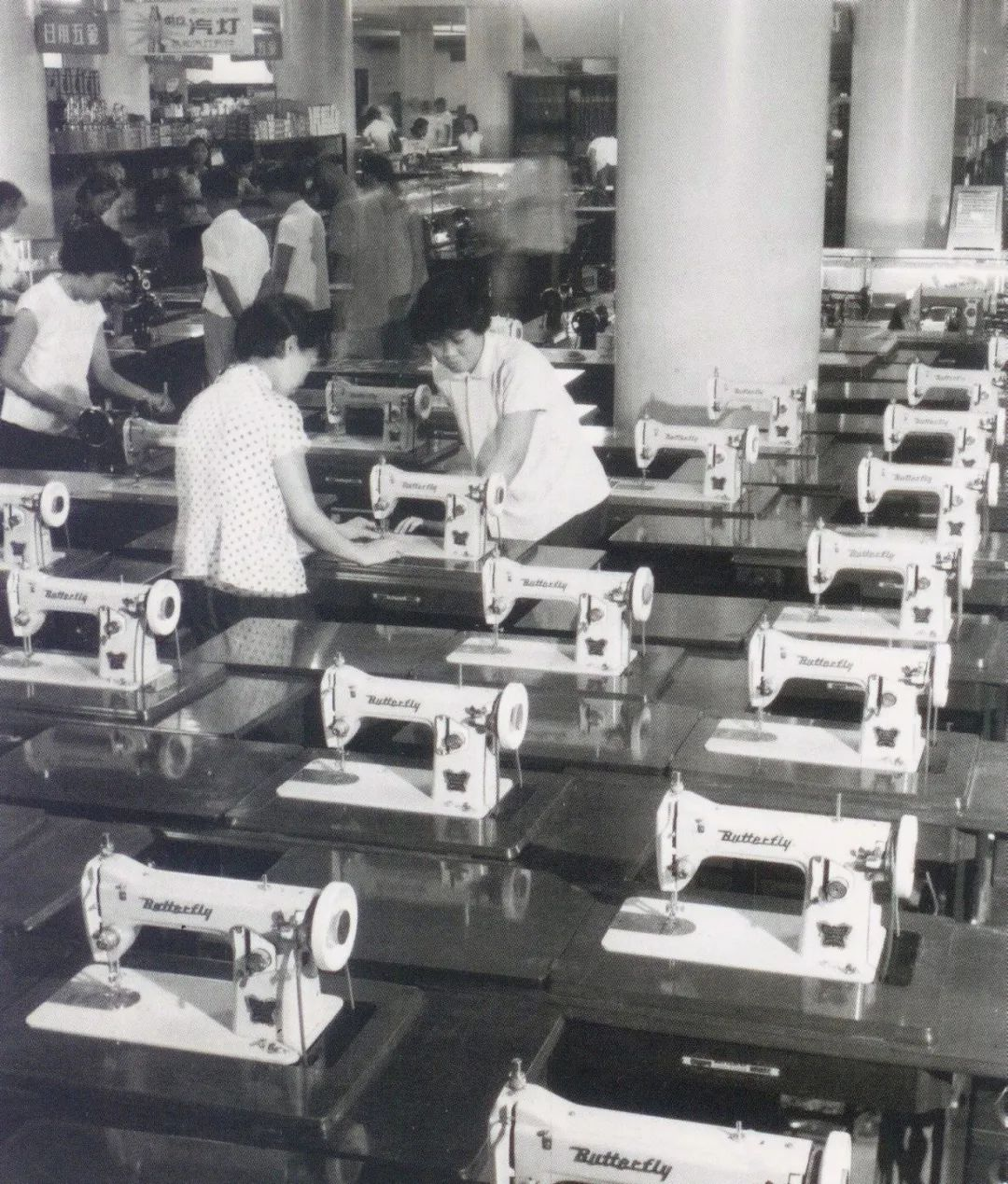
1963年12月19日，《人民日报》刊登一幅名为“上海无敌牌缝纫机收到用户欢迎”的图片消息，图片中缝纫机上印有“Butterfly”的英文字样

文化大革命爆发后，1967年，协昌改称上海东方红缝纫机厂，同时为了让内外贸中英文商标名称统一，“无敌牌”商标更改为“蝴蝶牌”。1972年1月又更名为上海缝纫机二厂，职工增至2469人，产值和利润各为7469万元和2799.8万元，年产缝纫机60.7万架。由于产品供不应求，零售市场在1972年第四季度开始凭票购买。
1984年9月，上海缝纫机二厂恢复“协昌缝纫机厂”字号。在1980年代-1990年代，蝴蝶牌缝纫机与当时的永久自行车、上海牌手表一并成为当时青年男女结婚的“三大件”，加上当时的红灯牌收音机又称“三转一响”。在计划经济年代，协昌厂每月会召开特别会议平衡出口与内销的数量。与此同时，当时的轻工业部要求协昌缝纫机厂对外地的缝纫机厂进行对口帮助，旨在提高缝纫机的产量。为此，协昌向外省市输出了从行政管理到工艺技术的整套人员以及设备，也接待培训了一些技术工人，而后还与外地缝纫机厂合作贴牌生产。第一个合作的工厂为开封缝纫机厂，1990年代最大年产量达到40万台。
进入1990年代，协昌厂生产的蝴蝶牌缝纫机由于产品质量过硬、信誉度高，创造了年产140万台的纪录。1994年，由于“蝴蝶”商标未在印尼注册，引发了商标纠纷，最终在当时的国家工商局、中国驻印度尼西亚大使馆以及一些外商的帮助下打赢了这场官司。自此协昌厂开始重视商标及知识产权的维护，而“蝴蝶”商标在80多个国家或地区注册。
1994年6月，该厂改制为上海协昌缝纫机总公司，后于1996年10月更名为上海协昌有限公司。1990年代末，随着成衣市场开始兴起，家用缝纫市场亦受到打击。1999年7月，协昌缝纫机厂改由上海飞人协昌缝制机械有限公司管理。同年11月，该厂因亏损资不抵债，全面停产。2001年4月，蝴蝶牌商标有偿转让给上工股份。

### 上海缝纫机一厂
1924年，阮耀记袜机袜针号成立。1937年开始生产飞人牌家用缝纫机，1947年改名为阮耀记缝纫机器厂有限公司。1954年，阮耀记缝纫机器厂因拖欠国家巨额税款，资不抵债，由上海市地方工业局接管，实行公私合营，改名为地方国营上海第一缝纫机器制造厂。1955年，先后并入华家缝纫机器制造厂、铭昌机器厂等37家中小企业，又新辟鲁班路499号厂区。1972年改名为上海缝纫机一厂。1993年9月，该厂改制为上海飞人机械总公司，1996年8月又更名为上海飞人有限公司。1999年，该厂与协昌缝纫机厂改由上海飞人协昌缝制机械有限公司管理。同年11月，该厂因亏损资不抵债，全面停产。2001年4月，飞人牌商标有偿转让给上工股份。

### 上海缝纫机三厂
1945年，家庭商号在长寿路91号开业，从事缝纫机零件和缝纫机修理业务。1946年试装家用缝纫机，并开始使用蜜蜂牌商标。1949年6月改名为上海家庭缝纫机厂。1952年，上海家庭缝纫机厂等18家私营企业合并建立上海远东缝纫机厂，在浦东上南路3100号设厂。1972年2月更名为上海缝纫机三厂，1992年8月与上海缝纫机一厂合并。

### 上海工业缝纫机厂
1965年6月，为了发展工业缝纫机，当时的上海自行车二厂开始转产工业缝纫机，改名为上海工业缝纫机厂，同时将协昌缝纫机厂生产的草帽机、惠工缝纫机厂试制的平缝机、第一缝纫机厂生产的皮鞋机划给该厂，使用“上工”商标。厂址在唐山路902号。1981年起，该厂进行大规模改造，翻建了锁眼机新产品车间和新产品综合大楼，并从日本引进高速平缝机制造技术和机壳加工生产线。
1992年4月，上海工业缝纫机厂将厂房迁至浦东。同年11月，上海工业缝纫机厂、上海缝纫机四厂、上海缝纫机零件厂、上海缝纫机零件四厂、上海缝纫机零件六厂、上海缝纫机零件八厂、上海缝纫机零件十厂和上海联合缝纫机公司共同组建上海工业缝纫机公司。

### 申贝办公机械公司
申贝办公机械公司的前身为1973年成立的上海电影工业公司，1978年更名为上海市电影照相器材工业公司，1987年成立申贝办公机械公司，1997年归上海轻工控股（集团）有限公司，2001年上海轻工将其持有的50%申贝办公股权转让至上工股份。

### 集团成立及整合重组后发展
1993年9月，上海工业缝纫机厂改制为上海工业缝纫机股份有限公司。同年10月，经上海市证券管理办公室同意，上工股份在上海证券交易所发行股票，其B股和A股分别于1994年1月18日和1994年3月11日挂牌上市，成为中国大陆第一家缝制设备行业上市公司。1997年8月更名为上工股份有限公司，2005年与申贝办公机械公司合并更名为上工申贝。
2000年，上工股份收购飞人协昌旗下“蝴蝶”“蜜蜂”等品牌，并将进出口权移交进出口公司。而工厂的生产也因成本等原因搬迁至浙江省缙云县。2000—2008年，“蝴蝶牌”缝纫机的海外销量每年约为44万至近60万台，其中非洲是最大市场，占全部海外销量的50%。
由于缝纫机市场受到外资和民营企业的夹击，上工申贝连年亏损，只能靠出售土地和厂房维持运营。到2004年跌出中国缝制机械行业前十名。2005年，上工申贝以承债为主的方式，投资3595万欧元收购德国DA公司94.98%的股份，这是公司的第一笔海外并购。收购后，上工申贝开始精简业务结构，分流安置富余员工6500人，注销亏损企业60余家。2010年，上工申贝所属上海上工缝纫机有限公司、上海上工进出口有限公司、上海上工佳源机电科技有限公司、上工申贝家用机分公司、上海蝴蝶进出口有限公司等企业合并重组，建立上海上工蝴蝶缝纫机有限公司，为其全资子公司。
2013年，上工申贝资金和盈利能力在整个工业缝纫机行业处于领先地位，公司下属企业全部扭亏为盈。同年收购德国百福公司、凯尔曼特种机器公司。即使2014年中国大陆家用缝纫机产量下降，上工申贝旗下的蝴蝶牌缝纫机销量仍然上升，全年销量达53万台，较2013年增长35.5%。
2015年，上工申贝获得全球最大编织横机器制造商H.Stoll26%股权，至此集团构建了完整的自动工业缝制设备技术体系，为欧洲几乎所有的奢侈品公司提供自动化缝制设备。
2016年7月，浦东新区国资委以公开征集受让方的方式，将其所持上工申贝6000万股A股股份转让给浦东科投旗下全资子公司浦科飞人，浦科飞人取代浦东国资委成为公司第一大股东，该公司的混合所有制改革由此展开。2017年，宏天元创投通过股权转让获得浦东科投51%股份，成为其控股股东。2018年9月，间接股东浦科投资再以3.675亿元的交易对价，将其所持有的浦科飞人49%股权转让给申蝶投资。

## 业务

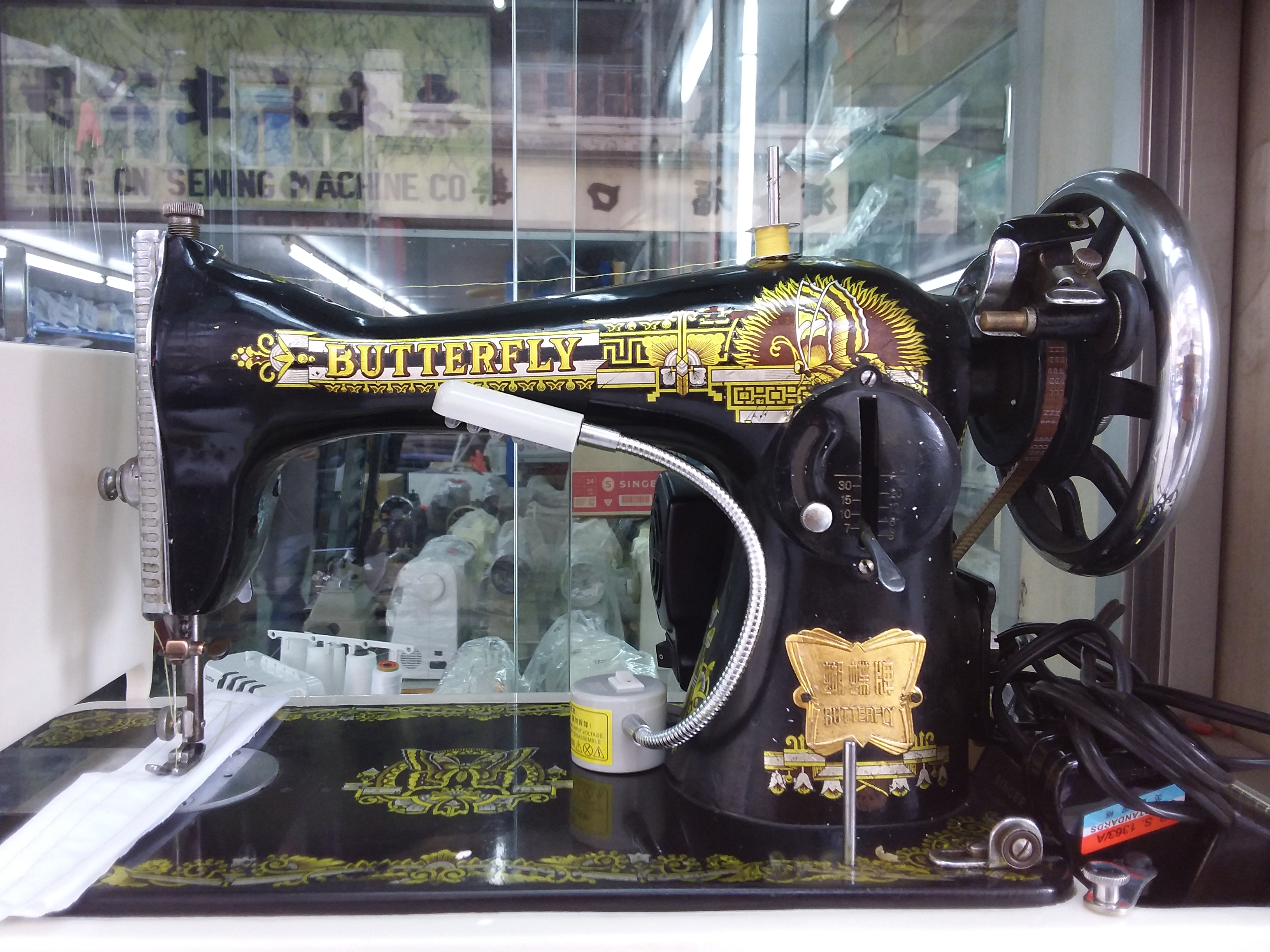
蝴蝶牌“黑头”缝纫机为其经典机型

上工申贝的主要业务分为工业缝纫机、家用缝纫机、智能制造设备三大板块，集团拥有“蝴蝶”、“蜜蜂”、“飞人”等家用品牌和“上工”、“上工宝石”、Mauser、Richpeace、DA、PFAFF Industrial、KSL、Beisler等工业品牌。工业产品方面，该公司生产的工业缝制设备在服装、箱包、皮鞋加工领域广泛应用，为欧洲大部分奢侈品公司提供自动化缝制设备；全球中高端汽车座椅中，90%由公司旗下品牌缝纫机缝制。该公司还进入到航空航天领域，中国绝大多数飞机制造商均有采购上工申贝旗下品牌的缝纫机。旗下子公司上工富怡自主开发CAD制版软件，在生产领域有工艺单软件、模板软件、缝制软件、裁剪软件以及绣花CAD软件和激光雕刻CAD软件，共计有八款与服装设计、制版、生产相关的软件。
家用产品方面，公司拥有蝴蝶、飞人、蜜蜂三大家用品牌，其中蝴蝶牌缝纫机拥有近百年历史，在全球120多个国家和地区销售，产品涵盖机械型、电子型和电脑控制型三大板块。2010年，蝴蝶牌推出电动家用缝纫机。2017年初又推出无线操控家用缝绣一体机，引入移动互联网技术，将移动端App和电脑绣花机通过互联网和云计算技术结合，用户可以通过无线网络为绣花机提供刺绣元素。公司还开发“缝绣家园”APP客户端。2011年，上工申贝旗下的上工蝴蝶缝纫机有限公司接盘拥有五十多年历史的上海缝纫机商店，在小东门附近重新开业。